# どうぶつのくに
どうぶつのくには、2009年（平成21年）3月から発行されているフリーペーパー。発行元は株式会社百瀬製作所（大阪市阿倍野区）。企画はMOMOSE DESIGN（百瀬製作所の東京事務所名）。

## 概要
恩賜上野動物園のコミュニティ誌を標榜するフリーマガジンとして発刊されたが、日本全国ならびに世界中の動物園や水族館、野生動物の魅力を伝えるという編集方針の変更により、「上野動物園」の表記は雑誌からも、雑誌を紹介する公式ウェブサイトからも削除されてしまった。「もっと広く、大人からこどもまで動物の魅力を伝えたい」というところから、時代に合わせた動物園・水族館の役割についても意識した編集方針を掲げている。
恩賜上野動物園のコミュニティ誌として出発し、第15号までは上野動物園をとりあげていたが、第16号以降の特集は全面的に埼玉県のこども動物自然公園、第17号の特集はアクアマリンふくしま、以下、社団法人日本動物園水族館協会の加盟園館を1園館ずつ紹介する形式に編集方針が変更された。
『どうぶつえんとすいぞくかん』は『どうぶつのくに』の姉妹紙である。